# 新仙台郵便局
新仙台郵便局（しんせんだいゆうびんきょく）は、宮城県仙台市太白区にある郵便局である。

## 概要
住所：〒982-8799 宮城県仙台市太白区鈎取字谷地田80
それまで仙台市の中心部に所在する仙台中央郵便局にて取り扱っていた地域区分局業務を郊外の東北自動車道仙台南IC近隣にて行うとともに、太白区内全域の集配業務を取り扱う（太白区内に所在する集配郵便局3局（仙台南郵便局、仙台中田郵便局、仙台生出郵便局）の郵便区を統合する）目的で開局した。
当初は仙台南郵便局の分庁舎「仙台南郵便局山田鈎取庁舎（仮称）」として局舎の建設に着手、仙台南郵便局自体の移転も視野に入れて開局準備を進めていたが、最終的には郵便事業専門の独立した集配普通郵便局「新仙台郵便局」としての開局となり、仙台南郵便局は無集配普通郵便局・私書箱設置局・外務員配置局として存続することとなった経緯がある。このため、仙台南郵便局の郵便番号が「〒982-8799」から「〒982-8791」に変更され、新仙台郵便局が「〒982-8799」を使用することとなった。
民営化に際し名称を「郵便事業新仙台支店」に改称したが、2社統合に伴い名称を再度「新仙台郵便局」に改称した。
なお、郵便事業専門の郵便局として開局したため当初より常設の窓口は設置されず、ゆうゆう窓口のみ開設されている。なお、ゆうメールの仕分け業務は、佐川急便仙台営業所が所在する宮城野区扇町に「ゆうメールベース」を別途設置してアライアンス体制で行っている。
ゆうちょ銀行ATMは併設されているが、硬貨入金・払込書を要する振替を行えるATM設置拠点および貯金・保険窓口を置く近隣郵便局は、仙台鈎取郵便局となる。

## 沿革
- 2002年（平成14年）10月7日 - 新仙台郵便局として開局。
  - 仙台中央郵便局より地域区分局業務を、仙台南・仙台中田・仙台生出の各郵便局より郵便区（集配業務）を移管。同日、仙台南郵便局を無集配普通郵便局に、仙台中田・仙台生出の両集配特定郵便局を無集配局に局種別改定。なお、仙台中田・仙台生出の両郵便局にて取り扱っていた郵便貯金・簡易保険の外務業務は仙台南郵便局へ移管。
- 2007年（平成19年）10月1日 - 郵政民営化に伴い郵便事業株式会社の新仙台支店となる。同日、仙台中央郵便局受持ちの配達センターの統括業務を当支店に移管。
- 2009年（平成21年）10月1日 - JPエクスプレス宮城統括支店宮城広域支店を併設し、JPエクスプレスよりペリカン便に関わる集配業務を受託開始。
- 2012年（平成24年）10月1日 - 郵便事業株式会社と郵便局株式会社の統合に伴い日本郵便株式会社の新仙台郵便局となる。
- 2025年（令和7年）3月3日 - 青葉区折立・西花苑・茂庭の集配業務を愛子郵便局に移管[1]。

## 取扱内容
- 郵便番号上2桁が98の地域（宮城県全域）における地域区分局業務
- 東北放送本社(〒980-8668)を除く仙台市太白区全域（〒981-11xx、〒982-00xx、02xx、08xx、09xx）の集配業務
- ゆうゆう窓口